# Nguyễn Chí Thanh
Đại tướng Nguyễn Chí Thanh (1914 – 1967) là một tướng lĩnh quân đội và là tướng chính trị đầu tiên của Quân đội nhân dân Việt Nam. Ông từng công tác ở nhiều lĩnh vực chính trị khác nhau và đều có khả năng phát triển lĩnh vực đó nên còn được gọi là "vị tướng phong trào". Ông giữ chức vụ Bí thư Trung ương Cục miền Nam, Bí thư Quân ủy Miền kiêm Chính ủy Quân Giải phóng miền Nam trong chiến tranh Việt Nam, trực tiếp lãnh đạo chiến trường Miền Nam Việt Nam. Ông cũng là người phát triển  phương châm chiến lược "Nắm thắt lưng địch mà đánh" cho toàn miền Nam của Quân Giải phóng miền Nam.

## Thân thế và sự nghiệp cách mạng

Hồ Chí Minh và Nguyễn Chí Thanh tại Đại hội Đảng bộ Quân đội năm 1960

Nguyễn Chí Thanh tên thật là Nguyễn Vịnh, sinh ngày 1 tháng 1 năm 1914, tại thôn  Niêm Phò, xã Quảng Thọ, huyện Quảng Điền, thành phố Huế. Cha ông là Nguyễn Hán và mẹ ông là Trần Thị Thiển, ông là con thứ 6 trong gia đình có 11 người con (tính cả anh em cùng cha khác mẹ). Ông sinh trưởng trong một gia đình trung nông, thuở nhỏ cũng được học hành. Năm 14 tuổi, cha qua đời, gia đình nghèo, ông bỏ học, đi làm tá điền kiếm sống và nuôi gia đình.
Năm 1934, ông tham gia cách mạng trong phong trào Mặt trận Bình dân. Năm 1937, ông gia nhập Đảng Cộng sản Đông Dương, lần lượt giữ các chức vụ: Bí thư chi bộ, Bí thư Tỉnh ủy Thừa Thiên.
Từ năm 1938 đến năm 1943, ông nhiều lần bị Pháp bắt giam ở nhà lao Huế, Lao Bảo, Buôn Ma Thuột. Đến khi Nhật đảo chính Pháp (ngày 9 tháng 3 năm 1945) thì ông được ra tù. Sau khi ra tù và trở lại hoạt động, ông được bầu làm Bí thư Khu ủy khu IV và được cử đi dự Quốc dân Đại hội ở Tân Trào (tháng 8/1945). Trong Đại hội Đảng ở Tân Trào, ông được đặt bí danh là Nguyễn Chí Thanh, được bầu vào Ban chấp hành Trung ương Đảng và được chỉ định làm Bí thư Xứ ủy Trung Kỳ có nhiệm vụ theo dõi và tổ chức giành chính quyền tại Trung Kỳ trong Cách mạng tháng 8.
Từ năm 1946 đến 1948, ông làm Bí thư Tỉnh uỷ Thừa Thiên, Bí thư Phân Khu uỷ Bình - Trị - Thiên.
Từ năm 1948 đến 1950, ông làm Bí thư Liên khu ủy IV.
Tháng 2 năm 1950, ông được bầu làm Chủ tịch Liên đoàn thanh niên Việt Nam (nay là Hội Liên hiệp Thanh niên Việt Nam)
Cuối năm 1950, ông được bổ nhiệm giữ chức Chủ nhiệm Tổng cục Chính trị Quân đội nhân dân Việt Nam. Tại Đại hội Đảng toàn quốc lần thứ II (1951), ông được cử vào Bộ Chính trị.
Năm 1959, ông được phong quân hàm Đại tướng.
Tại Đại hội đại biểu toàn quốc lần thứ III của Đảng (1960), Nguyễn Chí Thanh tiếp tục được bầu vào Ban Chấp hành Trung ương, được cử vào Bộ Chính trị và Ban Bí thư. Năm 1961, Trung ương Đảng đã tin tưởng giao cho ông đảm nhiệm chức trách Trưởng ban Công tác nông thôn Trung ương. Trong Chiến tranh Việt Nam, Ban Chấp hành Trung ương Đảng điều ông trở lại quân đội. Nguyễn Chí Thanh còn là Ủy viên Hội đồng Quốc phòng nước Việt Nam Dân chủ Cộng hòa. Năm 1961, ông liên tục phát động các phong trào thi đua trong các hợp tác xã, giúp ổn định tình hình phát triển trong hoạt động sản xuất nông nghiệp của miền Bắc.
Từ năm 1965 đến năm 1967, ông được phân công vào Nam, giữ chức Bí thư Trung ương Cục miền Nam, kiêm Chính ủy Quân Giải phóng miền Nam. Thời gian này ông lấy bí danh là Sáu Di. Khi viết báo, ông thường lấy bút danh là Trường Sơn.
Tại chiến trường, ông là người đề ra chiến thuật đánh áp sát của Quân Giải phóng miền Nam với phương châm "Nắm thắt lưng địch mà đánh", lối đánh này dùng phương châm cơ động áp sát nhằm hạn chế ưu thế hỏa lực của quân Mỹ.
Ông mất ngày 6 tháng 7 năm 1967 tại Hà Nội do một cơn nhồi máu cơ tim khi ra Hà Nội để báo cáo với Chủ tịch Hồ Chí Minh về tình hình miền Nam. Trước khi qua đời, ông cũng đã được trao huy hiệu 30 năm tuổi đảng. Ngày nay tại Việt Nam đang có những con phố và ngôi trường mang tên ông. Tại thành phố Huế có một nhà tưởng niệm ông. Sau khi mất, ông được mai táng tại Nghĩa trang Mai Dịch.
Hiện nay, có hai bảo tàng mang tên ông, đặt tại Hà Nội và Huế – quê hương của Đại tướng.

## Gia đình
- Vợ: Nguyễn Thị Cúc – Thiếu tá quân đội, làm việc ở bệnh viện 108, sinh năm 1923 mất năm 1979 tại Hà Nội, an táng tại Nghĩa trang Văn Điển.[6]
- Con trai đầu lòng là Nguyễn Trường Sơn (1946-1947).
- Người con gái thứ hai là Nguyễn Thanh Hà (1950), Chủ tịch Hãng Hàng Không VietJet Air.
- Hai người con gái tiếp theo là Nguyễn Thị Kim Sơn (1953) và Nguyễn Thị Thành (1955).
- Con trai út là Thượng tướng Nguyễn Chí Vịnh (1959-2023), nguyên Thứ trưởng Bộ Quốc phòng Việt Nam[6][9][10][11].

## Khen thưởng
- Huân chương Sao Vàng (truy tặng 2007).
- Huân chương Hồ Chí Minh hạng Nhất (truy tặng ngày 6/7/1967).[12]
- Huân chương Kháng chiến hạng Nhất.
- Huân chương Kháng chiến hạng Nhì.
- Huân chương Quân công hạng Nhất.
- Huân chương Quân công hạng Nhì.
- Huân chương Chiến thắng hạng Nhất.
- Huân chương Chiến thắng hạng Nhì.
- Huân chương Chiến công hạng Nhì.
- Huân chương Chiến công hạng Ba.
- Huân chương Chiến sĩ giải phóng hạng Nhì.
- Huân chương Chiến sĩ vẻ vang hạng Nhất, Nhì, Ba.